# Datorgrafik

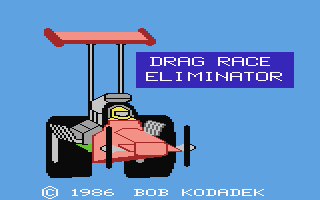
8-bit dator: C64 Drag Race Eliminator

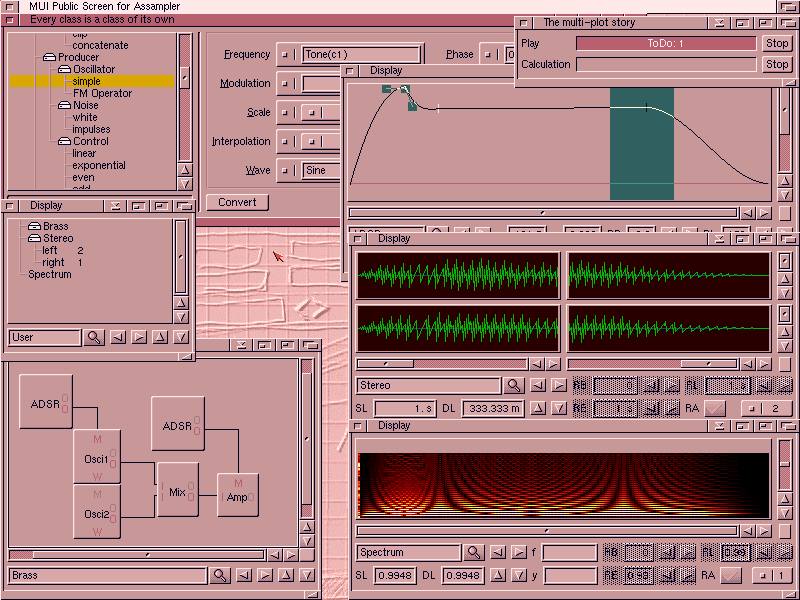
16-bit dator: Amiga Assampler

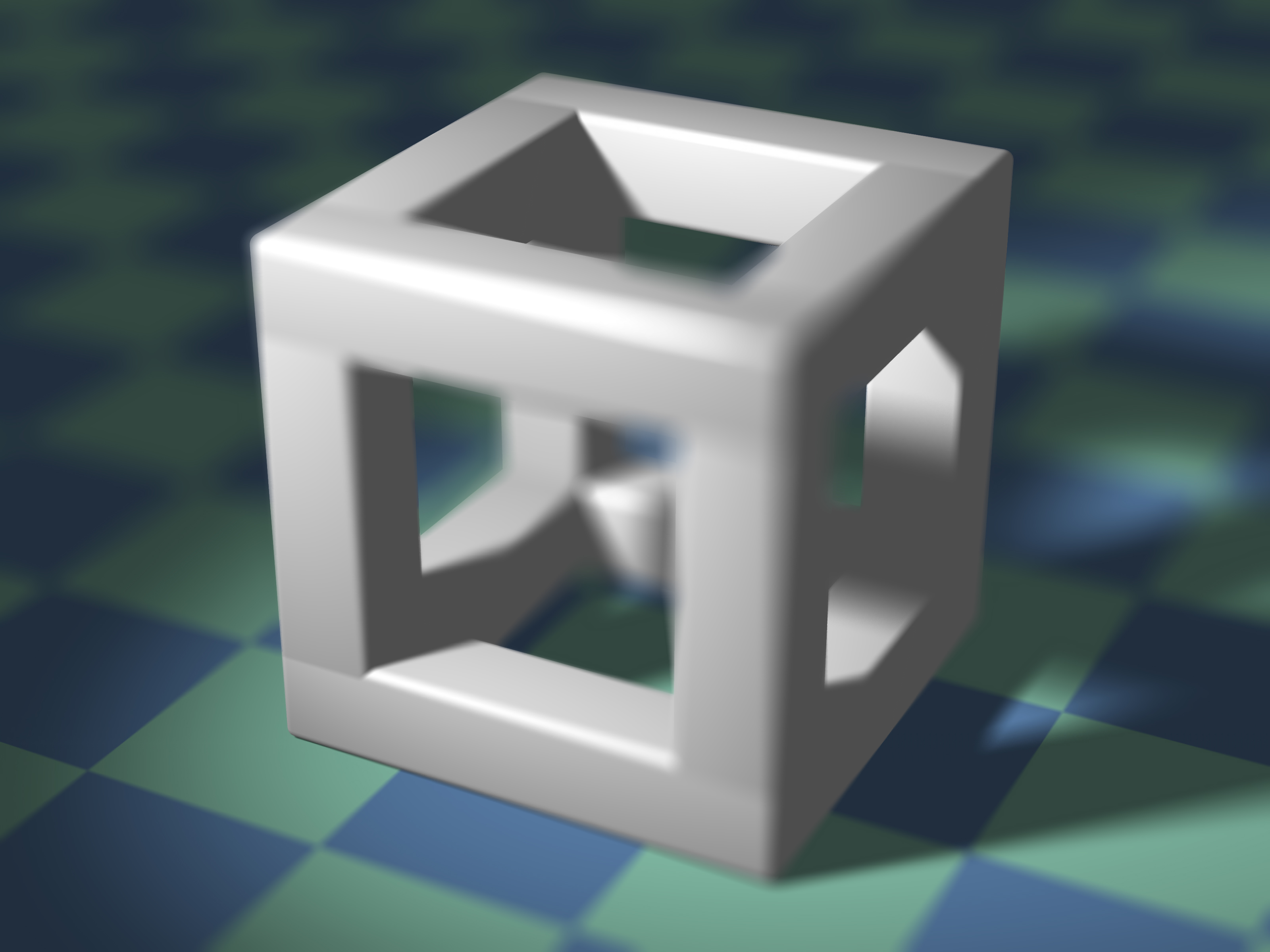
32-bit med 3D: Kubisk ram

Datorgrafik handlar om att visa information på en datorskärm, speciellt mer avancerad sådan. Datorgrafik används för underhållning, visualisering, vetenskap och konst.
Datorgrafik delas ofta upp i två stora områden, tvådimensionell och tredimensionell.
En person som arbetar med datorgrafik, ibland i kombination med traditionell tryckkonst, kan kallas grafiker eller grafisk formgivare.

## Tvådimensionell datorgrafik
- Bildbehandling
- Digitalkamera
- Fraktal
- Kantutjämning
- Pixel
- Rastergrafik

## Tredimensionell datorgrafik
- 3D-grafik
- Raytracing
- Radiosity
- Vektorgrafik
- Grafikkort
- Voxel
- Z-Buffer
- Rendering